# Breckenridge (Texas)
Breckenridge es una ciudad ubicada en el condado de Stephens en el estado estadounidense de Texas. En el Censo de 2010 tenía una población de 5.780 habitantes y una densidad poblacional de 535,82 personas por km².

## Geografía
Breckenridge se encuentra ubicada en las coordenadas 32°45′24″N 98°54′43″O / 32.75667, -98.91194. Según la Oficina del Censo de los Estados Unidos, Breckenridge tiene una superficie total de 10.79 km², de la cual 10.78 km² corresponden a tierra firme y (0.1%) 0.01 km² es agua.

## Demografía
Según el censo de 2010, había 5.780 personas residiendo en Breckenridge. La densidad de población era de 535,82 hab./km². De los 5.780 habitantes, Breckenridge estaba compuesto por el 81.26% blancos, el 2.16% eran afroamericanos, el 0.57% eran amerindios, el 0.33% eran asiáticos, el 0% eran isleños del Pacífico, el 13.41% eran de otras razas y el 2.27% pertenecían a dos o más razas. Del total de la población el 28.1% eran hispanos o latinos de cualquier raza.